# VH1

Logo

VH1 is een Amerikaans kabeltelevisienetwerk.

## Geschiedenis
VH1 zond voornamelijk muziekclips en dergelijke uit. In de Verenigde Staten zendt VH1 vooral reality en andere programma's uit, maar geen muziek meer. In Europa bestaat alleen VH1 Italia nog met vooral muziek en in de avond series. VH1, dat staat voor Video Hits One, is in handen van het mediaconglomeraat Paramount Global. Paramount Global is eigenaar van MTV, waardoor MTV en VH1 zusterondernemingen zijn.
Het televisienetwerk heeft zijn Europese hoofdkantoor in Londen. VH1 wordt via de kabel en satelliet doorgegeven. In Europa zond VH1 via verschillende satellietposities gecodeerd uit. VH1 richt zich in de Verenigde Staten en Italië op een iets ouder publiek dan MTV (18-35 jaar). De klassiekers van VH1 werden 24/24u gedraaid op VH1 Classic.
VH1 is onder meer bekend van de op MTV Nederland uitgezonden programma's The Fabulous Life en All Access.
Omdat VH1 Europe zich op een wat ouder publiek dan MTV richtte, behoorden nieuwe clips van "volwassen"-popartiesten als bijvoorbeeld Bruce Springsteen, Rod Stewart, John Waite, Keith Urban, Dixie Chicks, Bob Dylan, Tim Finn en Melissa Etheridge ook tot de VH1-playlist - in tegenstelling tot MTV.
VH1 Europe is per 2 augustus 2021 opgehouden te bestaan en vervangen door MTV 00s. VH1 Italia een aparte Italiaanse versie van VH1 blijft wel bestaan. VH1 Classic is in 2020 vervangen door MTV 80s.
Enkele programma's op de Europese versie van VH1 waren onder andere
- VH1 Hits (non-stop de grootste hits, afgewisseld met klassiekers uit de jaren zeventig, tachtig en negentig)
- Smells like the 90s (non-stop videoclips uit de jaren 90)
- So 80s (non-stop videoclips uit de jaren 80)
- VH1 Classic (videoclips en live-opnames uit de jaren 60 en 70)
- Viewers' Jukebox (door kijkers samengestelde playlist)
- Sunday Soul (mix van soulmuziek uit het heden en verleden)

## Andere VH1-kanalen

### Bestaande kanalen

#### Europa
- VH1 Italia

#### Azië en Australië
- VH1 India

### Opgedoekte kanalen

#### Amerika
- VH1 Classic (Sinds 1 augustus 2016 MTV Classic US)
- VH1 MegaHits (is nu Logo TV)
- VH1 Soul (is nu BET Soul)
- VH1 Uno (is nu mtvU)
- VH1 Country (werd CMT Pure Country, tegenwoordig CMT Music)
- VH1 East
- VH1 West

#### Europa
- VH1 Adria (vervangen door VH1 Europa, nu MTV 00s)
- VH1 Classic UK (is nu MTV Classic UK)
- VH1 Danmark (vervangen door VH1 Europe, nu MTV 00s)
- VH1 Europa (vervangen door MTV 00s)
- VH1 UK
- VH1 Classic Europe (vervangen door MTV 80s)
- VH1 Duitsland (werd MTV POP 2, tegenwoordig Nickelodeon Duitsland)
- VH1 Rusland (is vervangen door VH1 Europa, nu MTV 00s)
- VH1 UK
- VH2 (werd MTV Flux, tegenwoordig MTV UK +1)

#### Azië en Australië
- VH1 Australië (werd MTV Classic Australië en Nieuw-Zeeland, is later opgedoekt)
- VH1 Indonesië
- VH1 Pakistan (opgedoekt door lage kijkcijfers)

#### Latijns-Amerika
- VH1 Brazilië (is nu Paramount Channel Brazilië)
- VH1 Europe (voorheen VH1 Latin America, nu MTV 00s)
- VH1 MegaHits Brazilië (is nu MTV Hits Brazilië)
- VH1 Latin America (vervangen door VH1 Europe, nu MTV 00s)